# 乙津大作
乙津 大作（おつ だいさく、1979年3月15日 - ）は日本の俳優、歌手であり、ユニットRisKで活動している。

## 人物・来歴
- 東京都武蔵野市出身。血液型はA型。身長は168cm。
- 趣味は耳かき、サッカー。特技はものまね。高校は日本大学櫻丘高等学校。
- 高校時代は雑誌「BOYS RUSH」、「東京ストリートニュース」の人気読者モデルだった。
- ストリート雑誌ブームのはしり的存在。その後、俳優、ダンサー、音楽と幅広く活躍する。
- 2001年に東名高速玉突き事故に巻き込まれ、足に障害を背負い車椅子生活を送るという波乱に富んだ青年時代を過ごすも2007年RisKで復帰を果たす。

## 出演・出品作品

### 映画
- 「GLOW ぼくらはここに」（2000年）
- 「凶気の桜」（2002年）
- 「ものまね」（2002年）

### ドラマ
- 「ぼくらの勇気 未満都市」（日本テレビ系、1997年10月）

### TV
- 「DGTV DIGA」（音楽情報番組、2000年）

### 雑誌
- 「BOYS RUSH」
- 「東京ストリートニュース」
- 「COOL TRANS」
- 「cawaii」

### 写真集
- 「BADGE RESS ～俺たちには勲章なんかいらない～」

### CD
- 「No RisK No Return」（RisKisT track、2007） http://www.riskist.jp/
- 「RisKisT0.5」（soulmatemusic、2009） http://www.riskist.jp/